# وودوارد (پنسیلوانیا)
وودوارد (به انگلیسی: Woodward) یک منطقهٔ مسکونی در ایالات متحده آمریکا است که در شهرستان سنتر، پنسیلوانیا واقع شده‌است. وودوارد ۱٫۵۳ کیلومتر مربع مساحت و ۱۱۰ نفر جمعیت دارد و ۳۴۳٫۵۱ متر بالاتر از سطح دریا واقع شده‌است.